# Aegopodium
Aegopodium es un género de plantas perteneciente a la familia Apiaceae, tiene siete especies. La más conocida es Aegopodium podagraria.
Aegopodium podagraria es nativa de Europa y Asia. Tiene un color variado de verde y blanco que a veces se vuelve verde dentro de un parche. Las flores son pequeñas, de color blanco, con cinco pétalos y salen por encima de las hojas, en grupos planos. 
Forma parches densos y es considerada como una amenaza ecológica, es invasiva y reduce la diversidad de especies en la capa de suelo. Por este motivo se utiliza, a menudo, para el  mantenimiento de la cubierta vegetal. 

## Taxonomía
El género fue descrito por Carlos Linneo y publicado en Species Plantarum 1: 265. 1753. La especie tipo es: Aegopodium podagraria
Etimología
Aegopodium: nombre genérico que deriva de las palabras griegas:
αἴγειος (Aigeos = "cabra") y πούς-ποδός (pous-podos = "pie") y se refiere a la forma de las hojas, que recuerda a un pie de cabra.

## Especies deAegopodium
- Aegopodium alpestre
- Aegopodium handelii
- Aegopodium henryi
- Aegopodium kashmiricum
- Aegopodium latifolium
- Aegopodium podagraria
- Aegopodium tadshikorum